# Primera División (Chile) 1974
Die Primera División 1974, auch unter dem Namen 1974 Campeonato Nacional de Fútbol Profesional bekannt, war die 42. Saison der Primera División, der höchsten Spielklasse im Fußball in Chile.
Die Meisterschaft gewann das Team von CD Huachipato, das sich damit für die Copa Libertadores 1974 qualifizierte. Es war der erste Meisterschaftstitel für den Klub. Zudem qualifizierte sich auch Unión Española für die Copa Libertadores, das sich im Finale der Liguilla mit 2:1 durchsetzen konnte. Die beiden Teams Unión San Felipe und Unión La Calera stiegen in die zweite Liga ab. Die Copa Chile, die erstmals wieder seit 12 Jahren stattfand, gewann CSD Colo-Colo.

## Modus
Die 18 Teams spielen jeder gegen jeden mit Hin- und Rückspiel. Meister ist die Mannschaft mit den meisten Punkten und qualifiziert sich für die Copa Libertadores. Bei Punktgleichheit entscheidet ein Entscheidungsspiel um die bessere Position, wenn es um die Meisterschaft oder um den Klassenerhalt geht. In den anderen Fällen entscheidet das Torverhältnis. Der Letzte und Vorletzte der Tabelle steigen in die zweite Liga ab. Der Pokalsieger oder Finalist, wenn der Pokalsieger bereits qualifiziert ist, und die Vereine auf den Tabellenplätzen 2 bis 4 spielen eine Liguilla um den zweiten Startplatz der Copa Libertadores. Bei Punktgleichheit gibt es ein Entscheidungsspiel.

## Teilnehmer
Für Absteiger Universidad Católica spielt Zweitligameister CD Aviación in dieser Primera División-Saison. Folgende Vereine nahmen daher an der Meisterschaft 1974 teil:
| Mannschaft           | Stadt             |
| -------------------- | ----------------- |
| Regional Antofagasta | Antofagasta       |
| CD Aviación          | Santiago de Chile |
| CSD Colo-Colo        | Santiago de Chile |
| Deportes Concepción  | Concepción        |
| Deportes La Serena   | La Serena         |
| Green Cross Temuco   | Temuco            |
| CD Huachipato        | Talcahuano        |
| Lota Schwager        | Coronel           |
| CD Magallanes        | Santiago de Chile |
| Naval de Talcahuano  | Talcahuano        |
| CD O’Higgins         | Rancagua          |
| CD Palestino         | Santiago de Chile |
| Rangers de Talca     | Talca             |
| Unión San Felipe     | San Felipe        |
| Santiago Wanderers   | Valparaíso        |
| Unión Española       | Santiago de Chile |
| Unión La Calera      | La Calera         |
| Universidad de Chile | Santiago de Chile |

## Tabelle
| Pl.                       | Verein               | Sp. | S  | U  | N  | Tore    | Diff. | Punkte |
| ------------------------- | -------------------- | --- | -- | -- | -- | ------- | ----- | ------ |
| 1.                        | CD Huachipato        | 34  | 24 | 6  | 4  | 063:330 | +30   | 54     |
| 2.                        | CD Palestino         | 34  | 21 | 10 | 3  | 074:410 | +33   | 52     |
| 3.                        | CSD Colo-Colo        | 34  | 21 | 9  | 4  | 078:430 | +35   | 51     |
| 4.                        | Unión Española (M)   | 34  | 18 | 10 | 6  | 068:420 | +26   | 46     |
| 5.                        | CD Magallanes        | 34  | 16 | 7  | 11 | 061:470 | +14   | 39     |
| 6.                        | Deportes Concepción  | 34  | 13 | 10 | 11 | 047:450 | +2    | 36     |
| 7.                        | Green Cross Temuco   | 33  | 9  | 16 | 8  | 036:400 | −4    | 34     |
| 8.                        | Naval de Talcahuano  | 34  | 11 | 11 | 12 | 043:430 | ±0    | 33     |
| 9.                        | CD O’Higgins         | 34  | 11 | 10 | 13 | 044:450 | −1    | 32     |
| 10.                       | CD Aviación (N)      | 34  | 10 | 12 | 12 | 051:590 | −8    | 32     |
| 11.                       | Lota Schwager        | 34  | 8  | 14 | 12 | 049:480 | +1    | 30     |
| 12.                       | Regional Antofagasta | 34  | 11 | 8  | 15 | 045:640 | −19   | 30     |
| 13.                       | Universidad de Chile | 34  | 11 | 6  | 17 | 063:630 | ±0    | 28     |
| 14.                       | Deportes La Serena   | 34  | 8  | 12 | 14 | 055:560 | −1    | 28     |
| 15.                       | Santiago Wanderers   | 34  | 9  | 10 | 15 | 055:610 | −6    | 28     |
| 16.                       | Rangers de Talca     | 34  | 9  | 7  | 18 | 045:720 | −27   | 25     |
| 17.                       | Unión La Calera      | 34  | 5  | 9  | 20 | 043:870 | −44   | 19     |
| 18.                       | Unión San Felipe     | 34  | 4  | 7  | 23 | 042:760 | −34   | 15     |
| Quelle: , Stand: Endstand |                      |     |    |    |    |         |       |        |

| (M) | Vorjahresmeister |
| (N) | Aufsteiger       |

## Beste Torschützen
| Rang | Spieler             | Klub                 | Tore |
| ---- | ------------------- | -------------------- | ---- |
| 1    | Julio Crisosto      | CSD Colo-Colo        | 28   |
| 2    | Juan Carlos Sarnari | Universidad de Chile | 24   |
|      | Carlos Sintas       | CD Huachipato        | 23   |
|      | Alberto Hidalgo     | CD Palestino         | 20   |
| 5    | Sergio Ahumada      | Unión Española       | 17   |

## Liguilla
| Pl. | Verein             | Sp. | S | U | N | Tore    | Diff. | Punkte |
| --- | ------------------ | --- | - | - | - | ------- | ----- | ------ |
| 1.  | CSD Colo-Colo      | 3   | 2 | 0 | 1 | 009:400 | +5    | 04     |
| 2.  | Unión Española (M) | 3   | 1 | 2 | 0 | 006:400 | +2    | 04     |
| 3.  | CD Palestino       | 3   | 0 | 2 | 1 | 003:500 | −2    | 02     |
| 4.  | Santiago Wanderers | 3   | 0 | 2 | 1 | 003:800 | −5    | 02     |

### Entscheidungsspiel
| Datum      |               | Ergebnis  |                | Ort                        |
| ---------- | ------------- | --------- | -------------- | -------------------------- |
| 13.02.1975 | CSD Colo-Colo | 1:2 (0:0) | Unión Española | Estadio Nacional, Santiago |

Nach dem torlosen Pausenstand ging Colo-Colo durch ein Eigentor in der 53. Spielminute in Führung. Araneda konnte für Española nur 6 Minuten später ausglichen. Spedaletti erzielte in der 75. Spielminute den Siegtreffer, so dass Unión Española 1975 an der Copa Libertadores teilnimmt.